# Плоскость Фано
Плоскость Фано — конечная проективная плоскость порядка 2, имеющая наименьшее возможное число точек и прямых (7 точек и 7 прямых), с тремя точками на каждой прямой и с тремя прямыми, проходящими через каждую точку. Названа по имени итальянского математика Джино Фано.

## Однородные координаты
Плоскость Фано можно построить с помощью линейной алгебры как проективную плоскость над конечным полем с двумя элементами. Можно таким же образом построить проективные плоскости над любым другим конечным полем, но плоскость Фано будет наименьшей.
Используя стандартное построение проективных пространств с помощью однородных координат, семь точек плоскости Фано можно пометить семью ненулевыми тройками двоичных цифр 001, 010, 011, 100, 101, 110 и 111.
Для любой пары точек p и q третья точка на прямой pq имеет метку, получающуюся из меток p и q сложением по модулю 2;
например 110+011=101.
Другими словами, точки плоскости Фано соответствуют ненулевым точкам конечного векторного пространства размерности 3 над конечным полем порядка 2.
Согласно этому построению плоскость Фано считается дезарговой, хотя плоскость слишком мала, чтобы содержать невырожденную конфигурацию Дезарга (требуется 10 точек и 10 прямых).
Прямым плоскости Фано можно также приписать однородные координаты, снова используя ненулевые тройки двоичных цифр. В этой системе точка инцидентна прямой, если координаты точки и координаты прямой имеют чётное число позиций, в которых обе координаты являются ненулевыми битами. Например, точка 101 принадлежит прямой 111, поскольку и прямая, и точка имеют ненулевые биты в двух общих позициях. В терминах линейной алгебры, точка принадлежит прямой, если скалярное произведение векторов, представляющих точку и прямую, равно нулю.
Прямые можно разделить на три типа.
- На трёх прямых двоичные коды для точек имеют 0 в постоянной позиции. Так, на прямой 100 (содержащая точки 001, 010 и 011) все точки имеют 0 в первой позиции. Прямые 010 и 001 имеют то же свойство.
- На трёх прямых двоичный код точек имеет одно и то же значение в двух позициях. Так, на прямой 110 (содержащей точки 001, 110 и 111) значения первой и второй позиций (координат) точек всегда одинаковы. Прямые 101 и 011 имеют аналогичное свойство.
- На оставшейся прямой 111 (содержащей точки 011, 101 и 110) каждый код имеет в точности два ненулевых бита.

## Симметрии
Перестановки семи точек плоскости Фано, сохраняющих инцидентность точек (прямой), то есть когда точка, лежащая на прямой, оказывается на той же прямой, называется «коллинеацией», «автоморфизмом» или «симметрией» плоскости. Полной группой коллинеации (или группой автоморфизмов, или группой симметрии) является проективная линейная группа PGL(3,2), которая в данном случае изоморфна проективной специальной линейной группе PSL(2,7) = PSL(3,2) и полной линейной группе GL(3,2) (которая равна PGL(3,2), поскольку поле имеет только один ненулевой элемент). Группа состоит из 168 различных перестановок.
Группа автоморфизмов состоит из 6 классов сопряжённости.

Все циклические структуры, за исключением цикла длиной 7, однозначно определяют класс сопряжённости:
- Тождественная перестановка.
- 21 перестановка двух 2-циклов.
- 42 перестановки 4-циклов и 2-циклов.
- 56 перестановок 3-циклов.

48 перестановок с полным циклом длины 7 образуют два класса сопряжённости по 24 элемента в каждом:
- A переходит в B, B в C, C в D. В этом случае D лежит на одной прямой с A и B.
- A переходит в B, B в C, C в D. В этом случае D лежит на одной прямой с A и C.

Вследствие теоремы Редфилда — Пойи число неэквивалентных раскрасок плоскости Фано в n цветов равно:
{\displaystyle {1 \over 168}\left(n^{7}+21n^{5}+98n^{3}+48n\right).}

## Конфигурации
Плоскость Фано содержит следующие различные конфигурации точек и прямых. Для каждого вида конфигурации число копий конфигурации, умноженное на число симметрий плоскости, при которой конфигурация сохраняется, равно 168, размеру всей группы симметрий.
- Существует 7 точек и 24 симметрии, сохраняющих эти точки.
- Существует 7 прямых и 24 симметрии, сохраняющих эти прямые.
- Существует 7 вариантов выбора четырёхугольника из четырёх (неупорядоченных) точек, никакие три из которых не лежат на одной прямой и 24 симметрии, которые сохраняют такой четырёхугольник. Эти четыре точки образуют дополнение прямой, которая является диагональю четырёхугольника.
- Существует 21 неупорядоченная пара точек, каждая из которых может быть переведена симметрией в любую другую неупорядоченную пару. Для каждой неупорядоченной пары существует 8 симметрий, сохраняющих её.
- Существует 21 флаг, состоящий из прямой и точки на ней. Каждый флаг соответствует неупорядоченной паре других точек, лежащих на той хе прямой. Для каждого флага существует 8 различных симметрий, сохраняющих его.
- Существует 28 треугольников, которые соответствуют один-к-одному 28 двойным касательным квартикам[англ.] [2]. Для каждого треугольника существует шесть симметрий, сохраняющих его, по одному для каждой перестановки точек внутри треугольника.
- Существует 28 способов выбора точки и прямой, не инцидентных друг другу (антифлаг) и шесть способов перестановки плоскости Фано, сохраняющих антифлаг. Для любой пары неинцидентных точки и прямой (p,l) три точки, не равные p и не принадлежащие l, образуют треугольник, и для любого треугольника существует единственный способ сгруппировать оставшиеся четыре точки в антифлаг.
- Существует 28 способов построения шестиугольника, в котором никакие три последовательные вершины не лежат на одной прямой, и шесть симметрий, сохраняющих любой такой шестиугольник.
- Существует 42 упорядоченные пары точек и снова, каждая может быть переведена симметрией в любую другую упорядоченную пару. Для упорядоченных пар существует 4 симметрии, сохраняющих её.
- Существует 42 способа выбора четырёхугольника из четырёх циклически упорядоченных точек, никакие три из которых не лежат на одной прямой, и четыре симметрии, сохраняющие любой такой упорядоченный четырёхугольник. Для любой неориентированной четвёрки имеется два циклических порядка.
- Существует 84 способа выбора треугольника с точкой на этом треугольнике и для каждого выбора существует две симметрии, сохраняющих этот выбор.
- Существует 84 способа выбора пятиугольника, при котором никакие три последовательные вершины не лежат на одной прямой, и две симметрии, сохраняющие любой пятиугольник.
- Существует 168 различных способов выбора треугольника с упорядочением его трёх вершин и только одна тождественная симметрия, сохраняющая эту конфигурацию.

## Теоретико-групповые построения
7 точек плоскости соответствуют 7 неединичным элементам группы (Z2)3 = Z2 × Z2 × Z2. Прямые плоскости соответствуют подгруппам порядка 4, изоморфным Z2 × Z2. Группа автоморфизмов GL(3,2) группы (Z2)3 является группой изоморфизмов плоскости Фано и имеет порядок 168.

## Блок-схемы
Плоскость Фано является малой симметричной блок-схемой, а именно, схемой 2-(7,3,1). Точки схемы являются точками плоскости, а блоки схемы являются прямыми плоскости. Таким образом, плоскость Фано является важным примером теории блок-схем.

## Теория матроидов
Плоскость Фано является одним из важных примеров в теории матроидов. Исключение плоскости Фано как минора матроида необходимо для описания некоторых важных классов матроидов, таких как правильный, графовый и кографовый матроиды.
Если разбить одну прямую на три двуточечные прямые, получим «нефанову конфигурацию», которую можно вложить в вещественную плоскость. Это другой важный пример из теории матроидов, который следует исключить, чтобы выполнялось большое число теорем.

## Система Штейнера
Плоскость Фано, будучи блок-схемой, является системой троек Штайнера. А в таком случае, ей можно придать структуру квазигруппы. Эта квазигруппа совпадает с мультипликативной структурой, определённой единицами октонионов e1, e2, …, e7 (без 1) если знаки произведения октонионов игнорировать.

## Трёхмерное фаново пространство
Плоскость Фано можно распространить на трёхмерный случай, чтобы образовать наименьшее трёхмерное проективное пространство, и оно обозначается PG(3,2).
Оно имеет 15 точек, 35 прямых и 15 плоскостей.
- Каждая плоскость содержит 7 точек и 7 прямых.
- Каждая прямая содержит 3 точки.
- Плоскости изоморфны плоскости Фано.
- Каждая точка принадлежит 7 прямым.
- Каждая пара различных точек принадлежит ровно одной прямой.
- Любая пара различных плоскостей пересекается в точности по одной прямой.